# 奧爾巴尼 (密蘇里州雷縣)
奧爾巴尼（英語：Albany），又名埃達（Ada），是位於美國密蘇里州雷縣的非建制地區。

## 歷史
奧爾巴尼的郵局（名為埃達）於1864年設立，其後於1873年停運。

## 地理
奧爾巴尼所處的海拔為高於海平面224米（即735英呎），而該地所採用的時區為UTC-6，即北美中部時區（CST）。同時該地設有夏令時間，為UTC-6調快一小時，即UTC-5（CDT）。